# Acraea ranavalona
Acraea ranavalona är en fjärilsart som beskrevs av Jean Baptiste Boisduval 1833. Acraea ranavalona ingår i släktet Acraea och familjen praktfjärilar. Inga underarter finns listade i Catalogue of Life.

## Bildgalleri

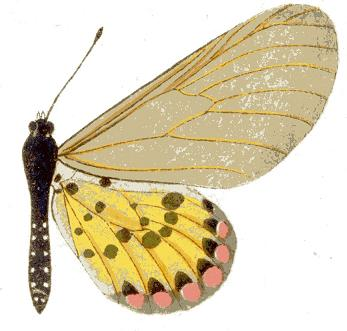
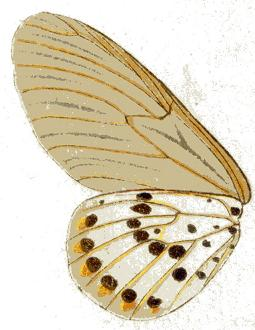
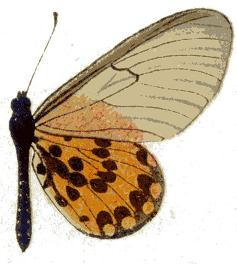
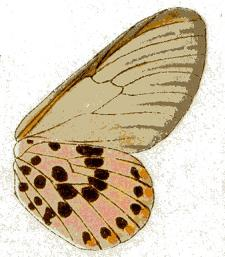